# Boultons vliegenvanger
Boultons vliegenvanger (Batis margaritae) is een zangvogel uit de familie Platysteiridae (lelvliegenvangers). De Nederlandse naam is ontleend aan de soortauteur, de Amerikaanse ornitholoog
Rudyerd Boulton.

## Verspreiding en leefgebied
Deze soort komt voor in zuidelijk-centraal Afrika en telt twee ondersoorten:
- B. m. margaritae: westelijk-centraal Angola.
- B. m. kathleenae: noordwestelijk Zambia en zuidoostelijk Congo-Kinshasa.

## Status
De grootte van de populatie is niet gekwantificeerd maar de soort wordt omschreven als vrij algemeen tot plaatselijk algemeen. Op de Rode lijst van de IUCN heeft deze soort de status niet bedreigd.